# Cymbidium florinda
Cymbidium florinda је врста орхидеја из рода Cymbidium и породице Orchidaceae. Природно станиште је Вијетнам. Нису наведене подврсте у бази Catalogue of Life.